# Дирахма
Дирахма (лат. Dirachma) — род цветковых растений, выделяемый в отдельное семейство Дирахмовые (Dirachmaceae) порядка Розоцветные (Rosales).

## Ботаническое описание
Деревья или кустарники. Листья очерёдные, простые, от лопастных до пильчатых, черешковые; жилкование перистое; прилистники линейно-треугольные.
Цветки актиноморфные, обоеполые, четырёхкруговые, 5-, 6- или 8-мерные, подпестичные, одиночные, верхушечные, на цветоножках с 4—8, ланцетными или линейно-треугольными прицветниками. Лепестки белые. Плоды коробочковидные; семена гладкие, коричневые.

## Виды
По информации базы данных The Plant List (2013), род включает 2 вида:
- Dirachma socotrana Schweinf. ex Balf.f. (1884) — архипелаг Сокотра
- Dirachma somalensis D.A.Link (1991) — полуостров Сомали